# 400毫米等降水量线
400毫米等降水量线又稱15英寸等雨线，由黄仁宇提出，指的是從中国东北到西南的一條降水量线，大致走向為從大兴安岭、阴山、贺兰山、巴颜喀拉山一直延伸至冈底斯山。該降水量线将中国分割为两大区域，线的东南部是季風氣候，年平均降雨量在400毫米以上，產業以農業為主；線的西北部是温带大陆性气候，年平均降雨量在400毫米以下，產業以畜牧業為主。該降水量线也是农耕文明与游牧文明的分界线。